# Popis glavnih tajnika Nacionalne fašističke stranke
Ovo je popis glavnih tajnika Nacionalne fašističke stranke:
| Ime i prezime (rođen - umro)                                                      | Ime i prezime (rođen - umro) | Mandat                                    | Bilješke |
| --------------------------------------------------------------------------------- | ---------------------------- | ----------------------------------------- | --- |
| Michele Bianchi (1883. – 1930.)                                                   |                              | 10. studenoga 1921. – 13. listopada 1923. | Jedan od osnivača Nacionalne fašističke stranke. Sudjelovao je u Maršu na Rim.                                     |
| Francesco Giunta (1887. – 1971.)                                                  |                              | 13. listopada 1923. – 23. travnja 1924.   | Po zvanju je bio odvjetnik.                                                                                        |
| Roberto Forges Davanzati, Cesare Rossi, Giovanni Marinelli, Alessandro Melchiorri |                              | 23. travnja 1924. – 15. veljače 1925.     | Četvorica glavnih tajnika u isto vrijeme, nazvani Quadrumvirate po četveročlanom vodstvu iz starog Rima.           |
| Roberto Farinacci (1892. – 1945.)                                                 |                              | 15. veljače 1925. – 30. ožujka 1926.      | Bio je ateist i veliki antisemitist.                                                                               |
| Augusto Turati (1888. – 1955.)                                                    |                              | 30. ožujka 1926. – 7. listopada 1930.     | Po zvanju je bio novinar, te je od 1930. do 1931. bio predsjednik Talijanskog olimpijskog odbora.                  |
| Giovanni Giuriati (1876. – 1970.)                                                 |                              | 7. listopada 1930. – 31. prosinca 1931.   | Bio je veliki iredentist.                                                                                          |
| Achille Starace (1889. – 1945.)                                                   |                              | 12. prosinca 1931. – 31. listopada 1939.  | Nakon Prvog svjetskog rata odlikovan je Srebrnom medaljom vojnog junaštva.                                         |
| Ettore Muti (1902. – 1943.)                                                       |                              | 31. listopada 1939. – 30. listopada 1940. | U dobi od 13 godina bio mu je zabranjen upis u svaku školu u državi nakon što je udario jednog od svojih učitelja. |
| Adelchi Serena (1895. – 1970.)                                                    |                              | 30. listopada 1940. – 26. prosinca 1941.  | |
| Aldo Vidussoni (1914. – 1982.)                                                    |                              | 26. prosinca 1941. – 19. travnja 1943.    | Studirao je pravo u Trstu.                                                                                         |
| Carlo Scorza (1897. – 1988.)                                                      |                              | 19. travnja 1943. – 27. srpnja 1943.      | Bio je član crnokošuljaša, paravojne postrojbe Nacionalne fašističke stranke.                                      |